# El Nuevo Diario
El Nuevo Diario (nom signifiant, en français : « Le Nouveau Journal »), est un quotidien nicaraguayen, de langue espagnole, publié à Managua.
Le journal a été fondé en 1980 par Xavier Chamorro Cardenal, frère de Pedro Joaquín Chamorro Cardenal, ancien directeur de La Prensa, assassiné en 1978.
Xavier Chamorro et une importante fraction de la rédaction, acquis à la cause des sandinistes, désapprouvaient la ligne prônée par Violeta Barrios de Chamorro, veuve de Pedro Joaquín et qui avait repris la direction de La Prensa.
Le quotidien a été dirigé par Xavier Chamorro jusqu'à son décès, le 4 janvier 2008, des suites d'une attaque cardiaque. La ligne politique est nettement orientée à gauche, à la différence de celle de l'autre grand quotidien nicaraguayen.